# Euclidean Skies
Euclidean Skies (с англ. — «Евклидовы Небеса») — это пошаговая компьютерная видеоигра-головоломка, разработанная независимым дизайнером Миро Страко, известным также за выпуск игры с похожим игровым процессом — Euclidean Lands в 2017 году. Издателем выступила студия Kunabi Brothers. Выход игры состоялся 15 октября 2018 года на iOS и 25 октября того же года для персональных компьютеров. Euclidean Skies совмещает в себе элементы цифровой версии настольной игры и перестановочной головоломки по подобию кубика рубика. Игрок управляет безымянной девой-воительницей, она должна уничтожить всех врагов и добраться до точки финала.
Миро Трако занялся созданием Euclidean Skies после успеха игры Euclidean Lands, при этом дизайнер руководствовался похожими принципами при создании — любви к дизайну, архитектуре и геометрии. Тем не менее выход игры был испорчен отрицательным впечатлением игроков из-за излишней сложности определённых уровней.
Критики в целом оставили положительные оценки игре, похвалили её за сочетание простой игровой механики, сложности головоломок и визуального стиля. Рецензентами также было замечено явное усложнение уровней в сравнении с Euclidean Lands, что однако портит впечатление от игры.

## Игровой процесс
Игрок управляет фигуркой в виде безымянной воительницы, которая для прохождения уровня должна убить всех врагов и дойти до точки финала. Euclidean представляет собой пошаговую видеоигру-головоломку, а каждый уровень представлен цифровыми вращающимися платформами по аналогии игры Euclidean Lands, на поверхности которых управляемый персонаж может перемещаться, игнорируя силу притяжения.

Демонстрация прохождения уровня

Персонаж, как и враги может перемещаться только по плоской поверхности и чтобы попасть на другую сторону, игрок должен вращать платформы. Основное отличие игры от её предшественницы — это разное расположение точки и оси вращения на отдельных платформах. Если в Euclidean Lands она была всегда по середине, делая вращение платформ похожими на вращение кубика рубика, то в Skies есть также возможность менять форму платформы или же вращать отдельные её грани. Игрок должен осуществлять горизонтальные, вертикальные или осевые вращательные движения, чтобы продвинуться дальше. Для этого также требуется понимание пространственного мышления и стратегического планирования чтобы убивать врагов с правильной позиции, а также проложить путь к выходу.
На каждом уровне имеются враги в виде демонических фигур, лобовая атака гарантирует немедленную смерть персонажа. Враги делают всегда один шаг вместе с героиней. Самый простой тип врага-солдата всегда смотрит в одном направлении и атакует, если управляемый персонаж окажется прямо перед ним, убить солдата возможно, если подойти к небу сбоку или же ударить вращающейся ячейкой. Второй и более опасный тип врага — «голем», который атакует героиню уже в нескольких шагах от себя, но его можно по прежнему убить, подойдя с боку. Также в игре встречаются такие «боссы», как огромный голем, занимающий две клетки, который не перемещается, но его можно аналогично убить сбоку, а также огромный скелет, который можно обезвредить, уничтожив все части его тела, кроме головы, атакуя сбоку. Как только игрок уничтожит всех врагов, ему открывается выход. Всего в игре представлено 40 уровней, чем дальше продвигается воительница, тем темнее становится окружающее пространство.

## Создание и выход
Созданием игры занимался Миро Страко, дизайнер словенского происхождения и изначально обучавшийся на архитектора, в университете прикладного искусства в Вене, Австрии. Он известен тем, что раннее выпустил игру с похожим игровым процессом — Euclidean Lands, удостоенную в своё время высоких похвал от критиков и нескольких престижных наград. Таким образом выход продолжения был гарантированным. Обе игры сочетают в себе манипуляцию архитектурой и пошаговыми боями. Однако в сравнении с предшественником, Euclidean Skies развивает данный принцип до чрезвычайно сложных и запутанных уровней, что обеспечило её выход за пределы мобильных устройств.
Ещё до создания Euclidean Lands Миро Страко не имел опыта в разработке компьютерных игр, тем не менее его образование архитектора и опыт к проектировании конструкций, объектов и моделировании твёрдых поверхностей позволили создать обе игры: «„Euclidean Skies“ — это игра об архитектуре. Мне очень нравилось проектировать его мир, я был одержим каждой мелочью в геометрии, тем, как падают тени на изогнутые поверхности, тем, как геометрия приспосабливается к каждой новой форме, и миллионами других деталей, которые кажутся неважными. Именно это поддерживало мою мотивацию во время разработки». Страко признался, что полученное им образование исключало обучение создавать компьютерную анимацию, и поэтому геймдизайнер выбрал для своей игры пошаговую модель игрового процесса, так как она позволяла создавать для игры стационарные фигуры, лёгкие для моделирования, но не обязательные, чтобы анимировать. Тем не менее Skies отличается от предшественницы тем, что для каждой фигурки Страко добавил набор разных поз, которые меняются вместе с движением фигурки, давая иллюзию движения персонажей. Страко заметил, что работа в одиночку над игрой — это кропотливая работа, требующая также перерывов, во время которых могут прийти неожиданные идеи. Так например дизайнер вдохновлялся игрой God of War и пришёл к идее создать одиночную камеру при переходе на следующий уровень. Данная небольшая особенность в итоге сильно повлияла на игровой процесс игры. Также разработчик советовался с издателем Kunabi Brothers, которые давали Страко советы по геймдизайну и то, от каких вещей стоили бы отказаться в игре.
Как и Lands, Skies поддерживает режим дополненной реальности. Миро Страко заметил, что его всегда привлекала перспектива проецировать что-то воображаемое в реальном мире, «изменять свой мир невозможным и немыслимым». Ещё работая над дополненной реальностью в Lands, Страко столкнулся со значительными трудностями, так как в интернете почти отсутствовали тогда руководства по интеграции игры с AR. Тем не менее именно данная опция по утверждению Страко привлекла столько внимания к игре, и данную опцию он также хотел реализовать в Skies.
Геймдизайнер также признался, что допустил серьёзную ошибку при разработке Euclidean Skies, а именно держал свой проект в секретности вплоть до дня выхода. В итоге игра не стала успешнее, чем Euclidean Lands, по этой же причине Страко не принимал участия в каких либо шоу или конференциях, в итоге не имея обратной связи с игроками. Это также стало причиной непонимания игрового процесса многими участниками, в частности прохождения уровня 30, что привело к критике игры как и игроками, но и игровой прессой за её излишнею сложность. Страко оправдывался, что «сложность уровня соответствовала формату игры, и что разработка — это не только визуальное искусство, но и самая её важная часть — геймплей, которым пренебрегли». Однако данная проблема была обнаружена только после выпуска Euclidean Skies, когда уже было слишком поздно что либо менять. Страко признался, что должен был привлечь тест-игроков, чтобы оптимизировать сложность Skies. Разработчик признался, что также допустил серьезную ошибку, не привлекая к своему проекту звукоредактора или композитора, в итоге игроки массово жаловались на музыкальное и звуковое сопровождение в игре.
Впервые о предстоящем выходе игры стало известно в начале октября 2018 года. Тогда же был продемонстрирован трейлер игры, а также стал доступен предзаказ со скидкой. Выход Euclidean Skies состоялся 25 октября 2018 года на мобильные устройства iOS, а также персональные компьютеры Windows 5 февраля 2019 года на платформе Steam. Игровая пресса сравнивала стилистику игры с Monument Valley, а её игровой процесс — с игрой Hitman GO, а также предупредила, что несмотря на визуальную красоту, из-за слишком сложных головоломок, игра придётся по вкусу далеко не всем игрокам. Euclidean Skies по версии редакции Gamezebo заняла девятое место в списке лучших игр на iOS 2019 года.

## Критика
| Иноязычные издания | Иноязычные издания |
| Издание            | Оценка             |
| ------------------ | ------------------ |
| Pocket Tactics     | [ 4 ]              |
| KickMyGeek         | [ 5 ]              |
| Pocket Gamer UK    | [ 6 ]              |
| 4Players.de        | 80 %               |

Игровые критики в целом оставили положительные оценки об Euclidean Skies, назвав её отличной и сложной стратегической головоломкой с приятным визуальным стилем, но и с излишне сложным игровым процессом.
Например Джаррет Грин с сайта Pocket Tactics заметил, что Эрнё Рубик, когда то создавший сам кубик рубика был одновременно горд и растерян, если бы увидел Euclidean Skies. Игра по мнению критика продолжает предложенную Эрнё идею того, что геометрический куб является выражением высшей формы, совмещая игровой процесс игр серии GO от Square Enix Montreal и шахмат в нечто более грандиозное. Критик в целом указал, что несмотря на схожий игровой процесс с Lands, Skies отличается своей повышенной сложностью, пошаговая модель поведения врагов напомнила критику Rogue 1980 года. Необходимость их избегать и планировать маршруты для их уничтожения является захватывающим опытом.
Критики похвалили игру за её визуальное оформление. В частности критик Pocket Tactics сравнивая Skies с Lands, заметил явный отход от мягких и пастельных тонов, в пользу контрастных оттенков и «агрессивно-яркими» пятнами. Рецензент KickMyGeek заметил, что игроки, попробовавшие предыдущую игру Euclidean Lands, сразу же заметят множество визуальных и графических улучшений, внимание игры к мелким деталям и визуальным эффектам, что даже может сказаться за производительности на недостаточно мощных телефонах. Визуальный стиль и главная героиня напомнили критику эстетику игры Monument Valley. Гарри Слейтер с сайта Pocker Gamer аналогично заметил, что в сравнении с Lands, Skies явно выделяется своей усовершенствованной графикой. «Всё окрашено в великолепные оттенки, а многие уровни охраняются гротескными скелетами, нависающими над платформами, которые вы должны вращать».
Ряд критиков указали на то, что Euclidean Skies стала сложнее и лишена расслабляющей атмосферы, как в Euclidean Skies. Например критик По Оливье с сайта Kick my Geek заметил, что вселенная Euclidean Skies получилась очень атмосферной, поэтической, но и более жестокой, чем у её предшественницы. Атмосфера «агрессии» по мнению критика Pocket Tactics подогревается резкими цветовыми оттенками. Если же Euclidean Lands сохраняла своего рода простоту элегантности, которая со временем доходила до «излишне своеобразных стадий», то Euclidean Skies отвергает эту простоту, скорее напоминая головоломки U-образных болтов Ханаямы, которые надо отделить, или тангалоиды Нира Бора. Возможность менять форму платформ делает игру хаотичной, а её конец — не предсказуемым. Чем больше игрок делает ходов, тем хуже он может запутать расположение ячеек. В итоге Euclidean Skies теряет то очарование, присущее Euclidean Lands, но и идеально подходит для тех, кто любит справляться со сложными головоломками.
Критики также указали на то, что игра чувствуется излишне сложной, что портит общее впечатление от её прохождения. Например критик KickMyGeek предупредил, что начиная с 20 уровня, сложность Euclidean Skies возрастает достаточно, чтобы игрок без таланта к логическому мышлению не мог проходить уровни. Также Ольвье раскритиковал невозможность вертикального вращения камеры, заметив что из-за этого иногда не возможно подобрать правильный ход, не видя расположение врагов или героини. Тем не менее критик подытожил, что Миро Страко и Kunabi Brothers в очередной раз удалось предложить игру, сочетающую в себе простоту управления и высокую сложность головоломок. Гарри Слейтер с сайта Pocker Gamer заметил, что излишняя сложность уровней приводит к тому, что игрок вынужден проходить уровень методом проб и ошибок, а «вместо момента „эврика!“, есть моменты о „наконец то“, когда игрок составляет путь к выходу». Критик признался, что виден на лицо результат того, что создатель хотел сделать Euclidean Skies более грандиозной, но игра сильно скована слишком высокой сложностью. Для того, чтобы провалить уровень и начинать всё сначала достаточно одного неверного шага. Тем не менее критик подытожил, что Euclidean Skies по прежнему остаётся блестящей головоломкой, стоящей того, чтобы купить и попробовать её.